# Paul Shaffer
Paul Shaffer, född 28 november 1949 i Thunder Bay i Ontario, är en kanadensisk musiker, kompositör och komiker.

## Biografi
Shaffer började sin musikaliska karriär 1972 då han arbetade med en gospel-produktion i Toronto. Han fortsatte som pianist i en Broadway-show med namnet The Magic Show 1974, för att 1975 få jobb som kapellmästare i NBC:s populära program Saturday Night Live, detta fortsatte han med fram till 1980, då för övrigt även en stor del av de övriga medverkande övergav showen. Nu ville Shaffer pröva sina komiska talanger, han började medverka i sketcher tillsammans med några av de andra skådespelarna som varit med i Saturday Night Live. Han var även kapellmästare då John Belushi och Dan Aykroyd gjorde sina framträdanden som Blues Brothers. 
År 1986 spelade han med The Beach Boys under jubileumskonserten 25 Years Together som hölls på en strand på Waikīkī, Hawaii.
Shaffer har medverkat i flera filmer under årens lopp, han har haft roller i bland annat Blues Brothers 2000, Scrooged, Titta han snackar och This Is Spinal Tap.
Shaffer har givit ut två egna musikalbum, 1989 Coast to Coast och 1993 The World's Most Dangerous Party. Han har även medverkat på andra artisters album, bland andra Diana Ross, B.B. King, Cyndi Lauper, Carl Perkins, Yoko Ono, Cher och Robert Plant.
Till hans meriter som kapellmästare kan även räknas hans mångåriga samarbete med komikern och programledaren David Letterman i hans program Late Night with David Letterman (1982-1993) och The Late Show with David Letterman (1993-2015). Till den senare har han även komponerat signaturmelodin.  Han har dessutom fått en gata i sin hemstad Thunder Bay uppkallad efter sig. Den heter nu Paul Shaffer Drive.
Shaffer har även skrivit The Weather Girls one hit wonder It's Raining Men.